# 윤희구
윤희구(尹喜求, 1867년 ~ 1926년)는 대한제국과 일제강점기의 유교 계열 인물이다. 본관은 해평이며, 호는 우당(于堂)이다.

## 생애
유학을 깊이 연구했으나 벼슬길에 나가지 않고 학문에 정진했다. 19세 때인 1885년에 지은 《천자동사(千字東史)》라는 역사서가 남아 있다. 단군과 기자에서부터 조선 건국까지 한국의 역사를 1000자로 압축해 정리한 책이다.
1897년에 사례소가 설치되었을 때 박학사(博學士)로 선발되어 공직에 처음 나갔다. 장지연과 함께 《대한예전(大韓禮典)》을 편찬했고, 《동국문헌비고》를 증보한 《증보문헌비고》 편찬 작업에도 참여했다.
1910년 한일 병합 조약이 체결된 후, 조선총독부는 산하의 자문기관인 조선총독부 중추원에 유학자들을 촉탁으로 기용해 조선의 역사와 문물 등을 연구했다. 학식과 문장이 뛰어났던 윤희구도 중추원 촉탁으로 발탁되었으며, 총독부가 성균관을 폐지하고 설립한 경학원의 부제학으로도 기용되었다.
윤희구가 부제학으로 근무한 경학원은, 일제가 식민지배를 공고히 하기 위해 조선 사회의 전통적인 엘리트인 유교 지식인을 회유, 포섭하고, 한국인들에게 일본 천황에 대한 충성심을 불어넣고자 지배 이념의 제조 목적으로 설립되었다는 해석이 있다. 윤희구는 일제 강점기 초기에 선택의 기로에 놓였던 구지식인 중, 공자교회와 대동학회를 중심으로 친일 쪽으로 기울어진 길을 택한 인물들 중 한 명이다.
1917년부터 2년 동안 발행된 《반도시론》의 집필진으로 활동하기도 했다. 반도시론은 총독 정치와 식민 지배를 적극적으로 옹호하여 친일 색채가 짙은 잡지였다.
2008년 친일인명사전 편찬 준비 과정에서 공개된 민족문제연구소의 친일인명사전 수록예정자 명단 중 유교 부문에 포함되었다.

## 같이 보기
- 경학원
- 반도시론

## 참고자료
- 윤희구(尹喜求) - 한국학중앙연구원
- 수요역사연구회 (2005년 6월 10일). 《일제의 식민지 지배정책과 매일신보 : 1910년대》. 서울: 두리미디어. 77~78쪽쪽. ISBN 8977151457.